# Pablo Berger
Pablo Berger Uranga (nascido em 1963) é um diretor de cinema espanhol.

## Carreira
Pablo Berger frequentou a escola primária e secundária em Artxanda Trueba, localizada nos arredores de Bilbau, Espanha. Em 1988 dirigiu seu primeiro curta-metragem, Mamá com os diretores artísticos Álex de la Iglesia e Ramon Barea. Com os ganhos financeiros de uma bolsa do Conselho Provincial da Biscaia, foi estudar para o mestrado em cinema na Universidade de Nova Iorque. Lá dirigiu seu curta-metragem Truth and Beauty, pelo qual foi indicado ao Emmy.
Depois de obter seu doutorado, trabalhou como professor de administração na New York Film Academy. A partir daí, iniciou uma carreira paralela como publicitário e produtor musical, culminando em 2003 com seu primeiro filme Torremolinos 73, com Javier Cámara, Fernando Tejero e Candela Peña. Torremolinos 73 valeu-lhe um Biznaga de Ouro no Festival de Cinema de Malafa, bem como quatro nomeações Goya e vários prêmios nacionais e internacionais. O filme se tornou um dos sucessos de bilheteria do ano na Espanha.
Em 2012 estreou seu segundo filme Blancanieves, que foi o representante espanhol do Oscar em 2013, na categoria de melhor filme estrangeiro. Blancanieves ganhou dez Prêmios Goya, incluindo melhor filme e melhor roteiro original. Também recebeu o troféu da 9ª edição do Festival Internacional de Cinema de Bucareste e a melhor atriz no Silver Shell, bem como o prêmio especial do Júri no Festival de Cinema de San Sebastian. Também foi indicado ao César de melhor filme estrangeiro em 2014 e à EFA de melhor filme e melhor atriz, onde ganhou o prêmio de melhor figurino.
Pablo Berger é Cavaleiro da Ordem das Artes e das Letras da França e membro da Academia de Hollywood. Em 2017 estreou Abracadabra, comédia estrelada novamente por Maribel Verdú, este foi seu segundo filme produzido pela Arcadia Motion Pictures. Tornou-se um sucesso de crítica e recebeu oito indicações para Goya. Em maio de 2023 estreou Robot Dreams, seu primeiro filme de animação, no Festival de Cinema de Cannes. O filme é baseado na história em quadrinhos da autora norte-americana Sara Varon, e produzido pela Arcadia Motion Pictures. Foi vendido internacionalmente pela Elle Driver e foi exibido no Annecy Film Festival em junho.

## Filmografia
| Ano  | Título          | Diretor | Escritor | Produtor  | Notas              |
| ---- | --------------- | ------- | -------- | --------- | ------------------ |
| 1988 | Mamá            | Sim     | Sim      | Não       | Curta-metragem     |
| 2003 | Torremolinos 73 | Sim     | Sim      | Associado | Estreia na direção |
| 2012 | Blancanieves    | Sim     | Sim      | Sim       |                    |
| 2017 | Abracadabra     | Sim     | Sim      | Sim       |                    |
| 2023 | Robot Dreams    | Sim     | Sim      | Sim       |                    |